# Pestepidemie in der Mandschurei 1910–1911

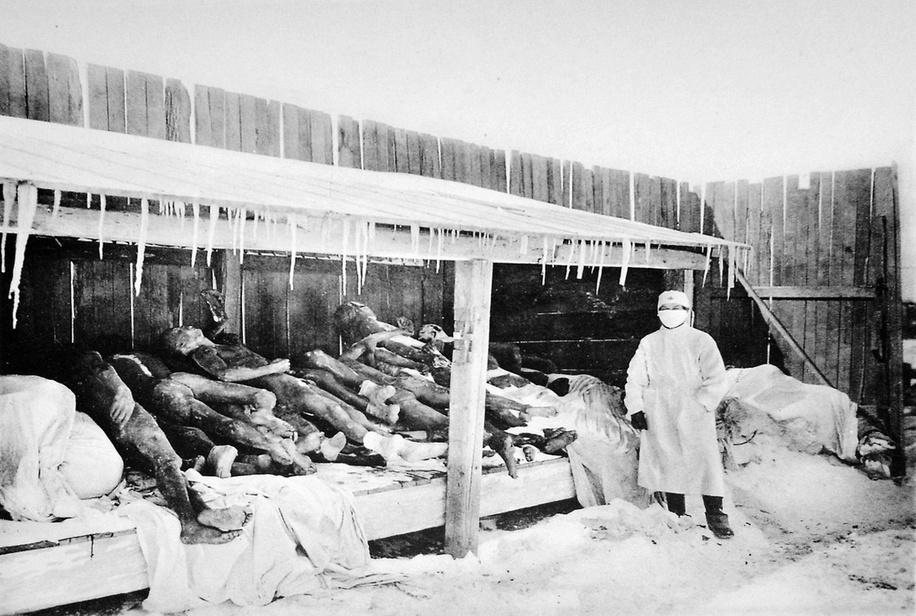
Opfer der Pestepidemie in der Mandschurei 1910–1911

Die Pestepidemie in der Mandschurei forderte vom Oktober 1910 bis zum Februar 1911 in der Mandschurei rund 45.000 bis 60.000 Todesopfer. Sie war die erste Pestepidemie mit vorwiegendem Auftreten von Lungenpest seit dem Mittelalter. Sie führte zu Modernisierungen im chinesischen Gesundheitswesen und der Förderung der internationalen Zusammenarbeit von Wissenschaftlern. Die Epidemie, welche auf die Übertragung durch bejagte Nagetiere zurückgeführt wird, konnte durch Quarantänemaßnahmen eingedämmt werden.

## Vorgeschichte

### Dritte Pestpandemie
In der Mandschurei, China und Transbaikalien waren örtlich begrenzte Ausbrüche der Beulenpest seit Jahrhunderten bekannt. In der südchinesischen Provinz Guangdong begann die Dritte Pest-Pandemie mit der Ausbreitung des Erregers in die britische Kolonie Hongkong. Die dortige Epidemie führte ab 1894/95 zu einer weltweiten Ausbreitung des Pesterregers. Während der Epidemie in Hongkong gelang Alexandre Yersin der Nachweis des Erregers. 1899 engagierten die chinesischen Behörden ein japanisches Ärzteteam, welches einen Ausbruch der Erkrankung nahe Hongkong erfolgreich eindämmen konnte.

### Endemiegebiet Mandschurei
Die Bevölkerung der Mandschurei zählte rund 12,5 Millionen Menschen, von denen die Mehrheit auf dem Land lebte. Die größte Stadt war Mukden mit rund 180.000 Einwohnern im Jahr 1906.
Ein traditionelles Exportgut der Region waren Pelze. Diese wurden durch Pelzzucht unter anderem von Hunden gewonnen, oder durch die Jagd von Nagetieren wie dem Sibirischen Murmeltier. Neben dem Pelz der Tiere wurde auch das Fleisch als Nahrungsmittel verwendet. Die Mandschu folgten dabei einem traditionellen Jagdritual, welches ein Ansprechen des Tieres auf einen Lockruf der Beute beinhaltete. Die Rolle der Tiere als Überträger von Infektionskrankheiten war unter der Bevölkerung bekannt und es gab Versuche, durch Beobachtung der Blutgerinnung toter Tiere durch den Jäger kranke Beuteexemplare auszusondern.
Anfang des 20. Jahrhunderts entwickelte die chemische Industrie in Europa Methoden, welche die einfache Färbung von Pelzen ermöglichte. Dadurch wurden die Kleintierpelze international deutlich mehr nachgefragt, da nun ein Kleidungsstück mit einheitlichem Farbton aus verschiedenen kleinen Pelzen hergestellt werden konnte. Dies führte in der Mandschurei zu einem Boom der Pelzjagd. Diese wurde von Pelzhändlern organisiert, die entweder russische Staatsbürger oder Chinesen aus der Provinz Shantung in der Jagdsaison anwarben.
Ab dem September 1910 gingen Gerüchte unter den Einheimischen im Norden der Mandschurei um, welche von einer mit Lungenblutungen verbundenen Erkrankung unter Pelzjägern berichtete.

### Politische Verhältnisse
Die Mandschurei stand unter der Herrschaft des Kaiserreichs China. Für die regierende Qing-Dynastie aus der Ethnie der Mandschu hatte diese Region als Heimat des Herrscherhauses und rohstoffreiches Gebiet eine zentrale Bedeutung. Die drei Provinzen der Mandschurei waren allerdings seit den Ungleichen Verträgen Objekt ausländischer Kolonisationsbestrebungen. Nach dem Russisch-Japanischen Krieg hatten sowohl Japan als auch Russland eine Einflusssphäre in der Mandschurei.
Mittel der Erschließung des Landes war der Eisenbahnbau. Die russische Seite kontrollierte die Ostchinesische Eisenbahn. Diese stellte eine Verlängerung der Transsib dar. Die Linie begann in Mandschuli an der Grenze zwischen der Mandschurei und Russland und führte über Qiqihar nach Harbin. Dort zweigte sich die Linie auf und verband das rund 40.000 Einwohner zählende Harbin mit Wladiwostok im russischen Fernen Osten und mit Changchun. Die ausländischen Staatsbürger genossen extraterritorialen Status und Japan und Russland durften sowohl eigene Siedlungen verwalten, wie auch Truppen entlang der Eisenbahn zu deren Sicherung stationieren. Entlang der Eisenbahnlinien richteten sie moderne medizinische Einrichtungen für ihre Staatsbürger und einheimische Arbeiter ein. Die Stadt Harbin war das Zentrum der russischen Präsenz in der Mandschurei und stellte den Versuch dar eine russische Stadt in der Mandschurei aufzubauen. Japan kontrollierte die Südmandschurische Eisenbahn. Diese führte von Changchun über die alte Mandschuhauptstadt Mukden zum Seehafen Dalian mit 40.000 Einwohnern sowie nach Antung an der Grenze zum japanisch kontrollierten Korea. Japan entwickelte Dalian als konkurrierendes urbanes Zentrum zur russischen Entwicklung in Harbin. Neben den ausländischen Gesellschaften betrieb der chinesische Staat eine eigene Eisenbahnstrecke, welche von Mukden zur Hauptstadt Peking führte.

## Verlauf der Epidemie
Am nördlichsten Eisenbahnknotenpunkt der russischen Eisenbahn befand sich mit Mandschuli eine Siedlung mit rund 5.000 russischen und 2.000 chinesischen Einwohnern. Während der Pelzjagdsaison stieg die chinesische Bevölkerung durch den Zuzug von Pelzjägern auf rund 10.000 an. Am 28. Oktober 1910 diagnostizierten russische Ärzte in Mandschuli an einem Einheimischen per Obduktion erstmals Lungenpest in der Mandschurei. Trotz sofort eingeleiteter Quarantänemaßnahmen und Einstellung des Eisenbahnverkehrs starben in Mandschuli 582 Personen an der Seuche. Am 8. November 1910 wurden die ersten Fälle in Harbin entdeckt. Dort fielen 5.272 Menschen der Erkrankung zum Opfer. Am 2. Januar 1911 erreichte die Lungenpest Mukden wo insgesamt 2.571 Tote gezählt wurden. Einen Tag darauf traten die ersten Fälle in Changchun auf wo 3.104 Tote im Verlauf gezählt wurden. Die Todesfälle ereigneten sich vor allem in den ärmeren Vierteln der chinesischen Bevölkerung.
Sowohl russische, chinesische und japanische Behörden reagierten auf den Ausbruch mit Quarantänemaßnahmen. Dabei wurden Kranke und Verdachtsfälle isoliert und betroffene Unterkünfte und Einrichtungen geschlossen. In Mukden musste sich der örtliche Arzt Wang Yu Shih gegen die Händler der Stadt durchsetzen um das von ihnen nach Methoden der traditionellen Medizin betriebene Notkrankenhaus schließen zu lassen. Bis zur Schließung der Einrichtung starben dort vier traditionelle Heilpraktiker sowie der Mehrheit der Pestpatienten der Stadt. Das Außenministerium des Kaiserhofs sandte den ersten chinesischen Medizinabsolventen der Universität Cambridge Wu Lien-teh um die Reaktion auf den Ausbruch der chinesischen Behörden zu koordinieren. Wu setzte flächendeckend hygienische Maßnahmen nach damaligem westlichen Standard inklusive der Verbrennung der Leichen in Massengräbern durch. Dabei hatte das medizinische Personal mit zahlreichen Gerüchten und Verschwörungstheorien über die Ursache der Lungenpest zu kämpfen. Unter anderem wurde deren Verbreitung über ausländische Münzen und Geldscheine angenommen oder die Erkrankung auf den Konsum von qualitativ minderwertigem Opium zurückgeführt. Ab Februar 1911 gingen die Erkrankungszahlen zurück und die Epidemie verschwand. Wu führte diesen Umstand auf die Quarantänemaßnahmen und die Leichenverbrennungen zurück.
Die japanischen Behörden begannen ab dem 25. November 1910 mit der Kontrolle aller Einreisenden in ihr Einflussgebiet. Im Verlauf setzten sie rigide Quarantänemaßnahmen und Freizügigkeitsbeschränkungen der chinesischen Bevölkerung durch. Damit konnten sie die Verbreitung der Pest entlang ihrer Bahnlinie unterbinden. Hierbei errichtete das Militär Quarantänelager, in der alle chinesischen Eisenbahnreisenden eingewiesen wurden. Nach dem Stopp des Eisenbahnverkehrs unterbanden Polizei und Militär wirksam die Weiterreise zu Fuß entlang der Bahnstrecke. Laut einem Bericht des Kapitäns der Iltis von Kayser wurde die gesamte chinesische Bevölkerung Dalians unter Quarantäne gestellt.

## Folgen

### Todesfälle
Die Seuchenschutzbehörden der beteiligten Parteien zählten insgesamt 43.972 Tote. Ein Überlebender wurde dokumentiert. Dies entspricht rund 2,25 % der damaligen Gesamtbevölkerung. Die Todesfälle breiteten sich entlang des Korridor der Eisenbahnstrecken aus. In Annahme einer größeren Anzahl nicht dokumentierter Fälle gehen die Schätzungen der Zahl der Todesopfer auf bis zu 60.000.

### Bedeutung für das chinesische Gesundheitswesen
Wu Lien-teh erreichte durch den Ausbruch nationale Berühmtheit und konnte mit dem Dienst zur Verhütung der Pest in der Nordmandschurei die Durchsetzung der ersten staatlichen Organisation zur öffentlichen Gesundheitssorge in China durchsetzen. Dieser ging schließlich im Nationalen Quarantänedienst der Republik China auf, der nach dem Vorbild der Organisation in der Mandschurei geschaffen wurde.

### Forschungs- und Wissenschaftsgeschichte
Wu Lien-Tehs Publikationen und klinische Beschreibungen der Lungenpest blieben für mehrere Jahrzehnte Standard innerhalb der englischsprachigen medizinischen Literatur. Im zwanzigsten Jahrhundert konnte durch Untersuchungen der Serovare der Pestbakterien von Murmeltieren in der Region gezeigt werden, dass diese auf den zentralasiatischen Ursprung des Pestbakterien zurückzuführen sind und nicht von dem die dritte Pestpandemie auslösenden Stamm aus Hongkong ausgelöst wurden. DNA-Proben des 1910/11 in der Mandschurei verbreiteten Erregers sind nicht vorhanden.